# Ferrovia Modena-Sassuolo
La ferrovia Modena-Sassuolo è una linea ferroviaria gestita dalle Ferrovie Emilia Romagna.

## Storia
Fu attivata il 1º aprile 1883 dalla Società Anonima Ferrovia Sassuolo Modena Mirandola Finale (FSMMF), che aveva ottenuto in concessione anche la Modena-Mirandola e in seguito gestì la tranvia Modena-Maranello. Inizialmente era a scartamento ridotto (950 mm) con trazione a vapore, e fu pertanto la prima ferrovia in Italia ad essere costruita a scartamento ridotto.
Questa linea era anche conosciuta come “al trenèin dal còcc”: in dialetto modenese il “cuccio” era la spinta iniziale che veniva impressa ai treni in partenza da Sassuolo che, sfruttando la lieve e regolare pendenza fino a Modena, congiungevano i due centri senza altro tipo di propulsione, raggiungendo velocità comprese fra i 20 ed i 30 km/h. Erano anche detti “treni a gravità”, e permettevano un notevole risparmio energetico, in termini di carbone non consumato. Pare che in testa venisse sistemato un carico pesante, un vagone di sabbia o maiali, per aumentarne la trazione verso valle. Ne era previsto solo uno al giorno, senza (ovviamente) fermate intermedie, portati a due durante la prima guerra mondiale.
Nel 1917, l'esercizio passò alla SEFTA, nata dalla fusione della FSMMF con la FMV. La società procedette al passaggio dello scartamento a quello normale tra il 1929 e il 1932. Durante il periodo dei lavori i binari erano a doppio scartamento, in modo che il servizio non fosse interrotto. Nello stesso tempo, avvenne l'elettrificazione della linea.

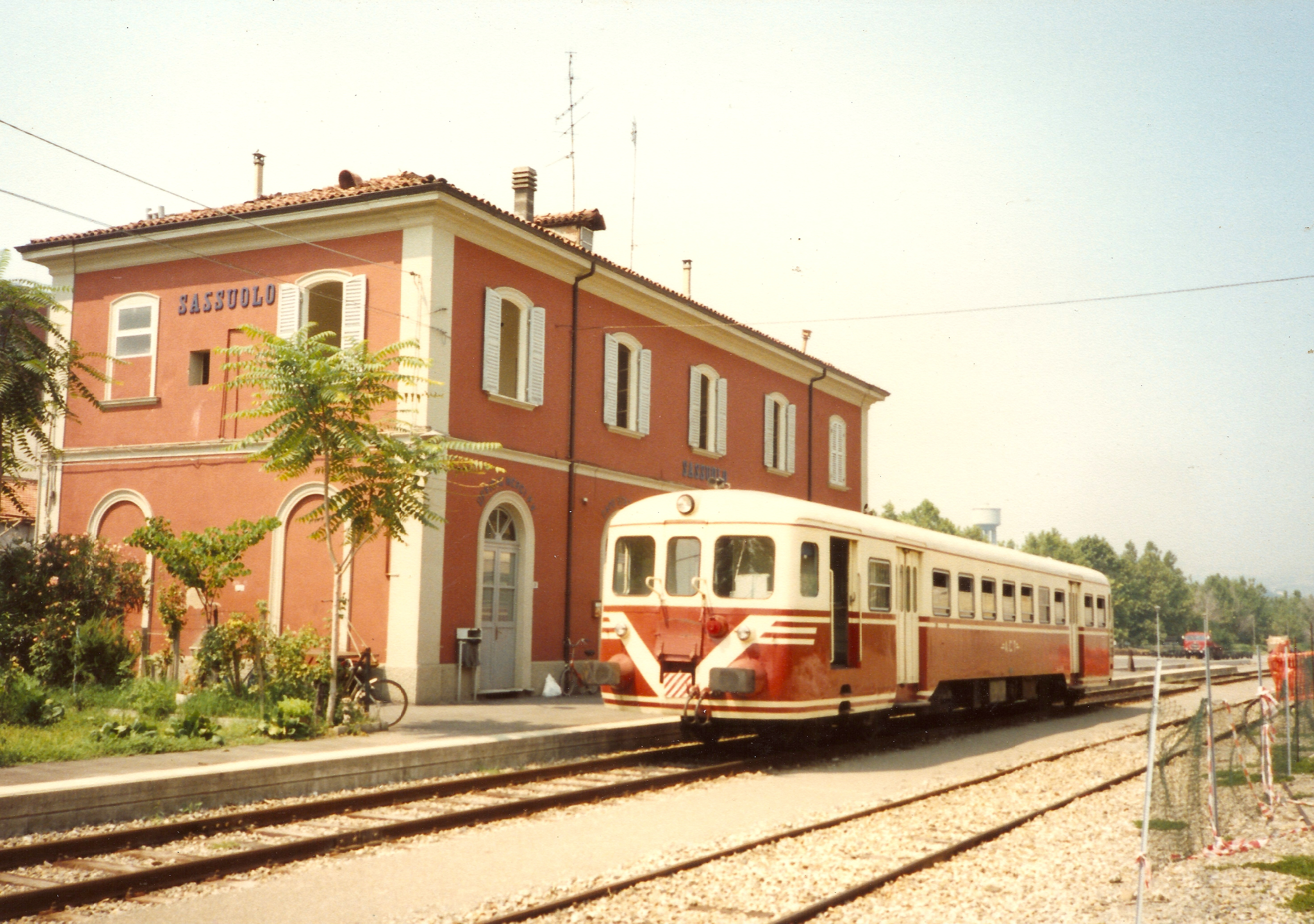
La stazione di Sassuolo Terminal nel 1990

Nel 1970, la linea rimase l'unica sopravvissuta di tutta la rete delle ferrovie provinciali.
Il treno che la percorre è soprannominato "Gigetto": tale nomignolo fu coniato a fine anni 1980 dall'allora sindaco di Modena Alfonsina Rinaldi in occasione della presentazione di un progetto di ristrutturazione della linea.
Nel maggio del 1998 venne chiuso al traffico il raccordo fra la stazione di Modena piazza Manzoni e la stazione FS, e iniziarono i lavori di interramento e ricostruzione. L'inaugurazione della tratta ricostruita, che evita il regresso necessario in precedenza, si tenne il 14 dicembre 2003, mentre l'esercizio regolare iniziò il 26 gennaio dell'anno successivo.
In particolare, da piazza Manzoni la linea è stata interrata, sottopassando la via Vignolese e la via Emilia, quindi torna in superficie a circa un chilometro dalla Stazione Centrale, sovrappassa via Divisione Acqui e con una curva raggiunge la Stazione Centrale presso Piazza Dante.
Dal 1º gennaio 2008 la linea è gestita da Ferrovie Emilia Romagna, che ha acquisito il ramo ferroviario della modenese ATCM.
Dal 1º gennaio 2020 i treni della linea sono svolti da Trenitalia Tper.

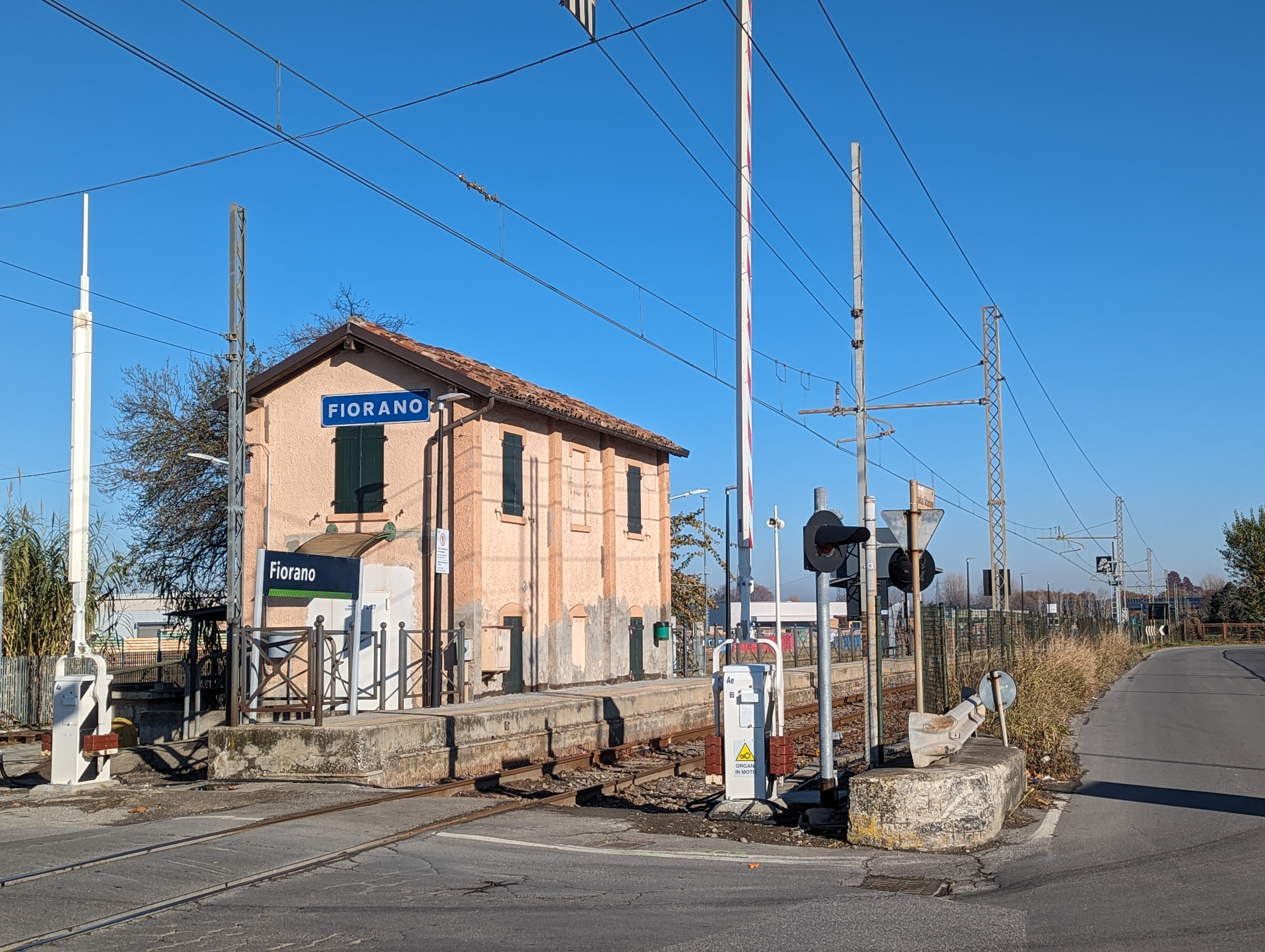
La stazione di Fiorano Modenese

Dal 13 giugno 2022 al 9 dicembre 2023 la tratta Formigine-Sassuolo è stata chiusa per via dei lavori di costruzione di un sovrappasso ferroviario che ha sostituito un passaggio a livello sull'ex strada statale 467 di Scandiano con la conseguente sostituzione con bus, mentre tra Modena e Formigine il servizio ferroviario era rimasto in funzione. Dal 10 dicembre 2023 è stata riaperta l'intera linea.

## Percorso
| Unknown route-map component "CONTgq" | Unknown route-map component "ABZ+lr" | Unknown route-map component "CONTfq" |

| Station on track |

| Unknown route-map component "KRW+l" | Unknown route-map component "KRWgr" |  |

| Straight track | Unknown route-map component "eABZgl+l" | Unknown route-map component "exCONTfq" |

| One way leftward | Unknown route-map component "KRZo" | Unknown route-map component "CONTfq" |

| Unknown route-map component "tSTRa" |

| Unknown route-map component "tHST" |

| Unknown route-map component "tSTRe" |

| Station on track |

|  | Unknown route-map component "eABZgl" | Unknown route-map component "exCONTfq" |

| Unknown route-map component "eHST" |

| Unknown route-map component "eHST" |

| Unknown route-map component "eHST" |

| Unknown route-map component "SKRZ-Au" |

| Unknown route-map component "HSTeBHF" |

| Stop on track |

| Unknown route-map component "eHST" |

| Unknown route-map component "eHST" |

| Stop on track |

| Stop on track |

| Unknown route-map component "eHST" |

| Station on track |

| Unknown route-map component "eHST" |

| Stop on track |

|  | Unknown route-map component "SKRZ-G2o" |

| Stop on track |

| Unknown route-map component "exKRW+l" | Unknown route-map component "eKRWgr" |  |

| Unknown route-map component "exSTR" | End station |  |

| Unknown route-map component "KBHFxa" |

| Continuation forward |